# 阿卜杜拉耶·杜庫雷
阿卜杜拉耶·杜哥尼（法語：Abdoulaye Doucouré；1993年1月1日—)是馬里的職業足球運動員，司職中場，現效力於沙特职业足球联赛尼奥姆。他曾代表馬里國家足球隊參賽。

## 球會生涯

### 埃弗顿
2020年9月8日，埃弗顿以2000萬英鎊從沃特福德簽下杜哥尼，並提供為期三年的合約。

他签署了一份为期三年的合同，并可以选择参加第四个赛季的俱乐部。 9月13日，在埃弗顿2020-2021赛季的第一场比赛中，杜库雷首次亮相，以客场1-0战胜托特纳姆热刺。

## 榮譽

### 個人
- 沃特福德賽季最佳球員：2017-18賽季

## 外部連結
- France profile （页面存档备份，存于） at FFF
- Soccerway資料庫：阿卜杜拉耶·杜庫雷